# Pedro Murúa Leguizamon
Pedro Murúa Leguizamon   (Sant Sebastià, 25 de desembre de 1930 - Sant Sebastià, 3 de novembre de 2019) fou un jugador d'hoquei sobre herba guipuscoà, guanyador d'una medalla olímpica.
Amb 29 anys va participar en els Jocs Olímpics d'Estiu de 1960 realitzats a Roma (Itàlia), on va aconseguir guanyar la medalla de bronze en la competició masculina per equips d'hoquei sobre herba en representació de la selecció espanyola. Aquesta fou la seva única participació olímpica. En el seu palmarès també destaca la victòria als Jocs del Mediterrani de 1955.
A nivell de clubs jugà, entre d'altres, al Club de Campo de Madrid.